# Carlo Pace (politico 1936)
Carlo Pace (Pescara, 14 ottobre 1936 – Pescara, 28 marzo 2017) è stato un politico italiano, sindaco di Pescara dal 1994 al 2003.

## Biografia
Alle elezioni comunali del 1994 viene candidato a sindaco di Pescara dal centrodestra: al primo turno ottiene il 46,9%, poi vince il ballottaggio con il 52%. Nella tornata elettorale del 1998 si ricandida, venendo riconfermato al primo turno con il 51,2%, rimanendo in carica fino al 2003.
Il 27 marzo 2017 viene investito da un'auto a Pescara; morì in ospedale il giorno dopo all'età di 80 anni.